# Garringo
Garringo es una película hispano-italiana de 1970 dirigida por Rafael Romero Marchent, en la que participa su hermano Joaquín Luis Romero Marchent como guionista, y protagonizada por Peter Lee Lawrence y Antonio de Teffé. Se trata de un spaghetti western de contrastada calidad, con una gran banda sonora por parte del compositor Marcello Giombini.

## Argumento
Johnny (Peter Lee Lawrence) es un joven pistolero que se dedica a asesinar soldados para vengarse por la muerte de su padre, un general retirado acusado de traición, cuando él apenas era un niño. Klaus (José Bódalo), el granjero que acogió a Johnny cuando este quedó huérfano y que lo cuidó como a un hijo, es ahora el sheriff del pueblo de Campanas, que se verá forzado a arrestar a su propio hijastro con la ayuda de Garringo (Antonio de Teffé), un teniente coronel del ejército enviado con el único fin de arrestar a Johnny.

## Reparto
- Antonio de Teffé: Garringo
- Peter Lee Lawrence: Johnny
- Solvi Stubing: Julia
- José Bódalo: Sheriff
- Raf Baldassarre: Damon
- Antonio Molino Rojo: Cazarrecompensas
- Frank Braña: Compinche de Johnny

## Curiosidades
- Los exteriores fueron grabados en (Madrid, Soria y Cuenca), mientras que los interiores fueron grabados en Roma (Italia).

## Títulos para el estreno
- "Dead Are Countless"
- "Garringo" / "I morti non si contano"